# اشتفان بل
اشتفان بل (انگلیسی: Stefan Bell؛ زادهٔ ۲۴ اوت ۱۹۹۱) یک بازیکن فوتبال اهل آلمان است.
از باشگاه‌هایی که در آن بازی کرده‌است می‌توان به ماینتس ۰۵، مونیخ ۱۸۶۰، اینتراخت فرانکفورت و تیم ملی فوتبال زیر ۲۱ سال آلمان اشاره کرد.